# NGC 2140
NGC 2140 (другое обозначение — ESO 57-SC51) — рассеянное скопление в созвездии Золотой Рыбы, расположенное в Большом Магеллановом Облаке. Открыто Джоном Гершелем в 1834 году. Скопление сплюснуто относительно сферической формы на 27%, его возраст, по разным оценкам, составляет 60—100 миллионов лет. NGC 2140 образует пару со скоплением BM 160.
Этот объект входит в число перечисленных в оригинальной редакции «Нового общего каталога».